# Józef Ledecki
Józef Ledecki (ur. 3 lipca 1933 w Stanisławowie, zm. 23 marca 1982 we Wrocławiu) – polski wokalista.

## Życiorys
Rozpoczął studia aktorskie w Gdańsku, których nie ukończył. Był od 1953 członkiem zespołu „Śląsk”, jako solista pierwszy wykonał i w opinii wielu krytyków najlepiej piosenki tego zespołu „Starzyk” i „Dziadek”.
Po odejściu ze „Śląska” w 1962 występował jako wykonawca muzyki rozrywkowej.
W 1961 powstał w Częstochowie zespół Luxemburg Combo, który początkowo wykonywał zagraniczne przeboje w wersji instrumentalnej. Po I Festiwalu w Szczecinie w 1962 do zespołu doszli byli członkowie Czerwono-Czarnych Janusz Godlewski i Toni Keczer, a solistą został Józef Ledecki. Był pierwszym wykonawcą piosenki „Pod Papugami” (późniejszego przeboju Czesława Niemena) i piosenki „Pola zielone”. Niedługo po ukazaniu się pierwszej płyty Luxemburg Combo w 1963 zespół rozpadł się. Późniejsze losy artysty są owiane tajemnicą. Przez pewien czas śpiewał w modnych restauracjach i uzdrowiskach. Potem wycofał się z estrady, osiadł we Wrocławiu i pracował jako taksówkarz i parkingowy. Artysta rozczarowany zapomnieniem, popadł w uzależnienia, co stało się najprawdopodobniej przyczyną jego przedwczesnej śmierci. Pochowany został na Cmentarzu Osobowickim we Wrocławiu.